# Maria Dalle Donne
Maria Dalle Donne, född 1778, död 1842, var en italiensk läkare och direktör vid Bologna universitet. Hon var den första kvinna som blivit doktor i medicin (1799), och den andra kvinna (efter Laura Bassi) som blivit medlem i Ordine de Benedettini Academici Pensionati (1829).
Dalle Donne kom från en familj av bönder i en by utanför Bologna. Hon uppvisade stor talang och uppmuntrades studera vid universitetet. År 1799 tog hon sin examen som maxima cum laude. År 1800 publicerade hon tre avhandlingar: om kvinnlig fertilitet, missbildningar och blodcirkulationen i livmodern; ett förslag om att sjukdomar borde klassificeras efter symptom; samt om barnmorskor och skötseln av nyfödda. Hon blev 1832 direktör vid avdelningen för barnsköterskor vid Bologna universitet.
Maria Dalle Donne tillhörde de sista personer av sitt kön som hade möjlighet att studera vid universitet i Italien, innan dessa stängdes för kvinnor vid 1800-talets början. Hon antogs år 1803 antogs som elev i medicin vid Bologna universitet, men på grund av de nya regler som införts av Napoleon I kunde hon år 1806 inte slutföra sina studier.